# كارولين برادي
كارولين برادي (بالإنجليزية: Caroline Agnes Brady)‏ هي عالمة وكاتِبة أمريكية، ولدت في 1905 في تيانجين في الصين، وتوفيت في 1984.